# Карл Зайфрид фон Кьонигсег-Аулендорф
Карл Зайфрид Евзебиус Фердинанд фон Кьонигсег-Аулендорф (на немски: Karl Seyfried Eusebius Ferdinand Graf von Königsegg-Aulendorf; * 8 май 1695; † 30 октомври 1765) от стария швабски благороднически род Кьонигсег е граф на Кьонигсег и Аулендорф. Кьонигсег днес е част от Гугенхаузен в Баден-Вюртемберг.
Той е големият син на граф Франц Максимилиан Евзебиус фон Кьонигсег-Аулендорф (1669 – 1710) и съпругата му графиня Мария Антония Бройнер (1669 – 1740), дъщеря на граф Зайфрид Кристоф Бройнер и фрайин Мария Барбара Бройнер. Внук е на граф Антон Евзебиус фон Кьонигсег-Аулендорф (1639 – 1692) и графиня Доротея Геновефа фон Турн († 1671). По-голям брат е на неженения граф Йохан Ернст фон Кьонигсег-Аулендорф (1696 – 1758)

## Фамилия
Карл Зайфрид Евзебиус Фердинанд фон Кьонигсег-Аулендорф се жени на 29 януари 1720 г. за графиня Мария Фридерика Розалия Каролина фон Йотинген-Шпилберг (* 11 февруари 1733; † 28 юни 1796, Валдзее), дъщеря на граф, 1. княз Франц Албрехт фон Йотинген-Шпилберг (1663 – 1737) и фрайин Йохана Маргарета фон Швенди (1672 – 1727). Те имат 15 деца:
- Йохан Албрехт (* 26 декември 1720; † 14 септември 1724)
- Йохан Ернст (* 30 юни 1722; † 12 януари 1723)
- Херман Фридрих (* 28 юни 1723; † 1 октомври 1786), женен на 17 септември 1750 г. за графиня Мария Елеонора фон Кьонигсег-Ротенфелс (* 20 декември 1728; † 28 февруари 1793), сестра на граф Йозеф Лотар Франц фон Кьонигсег-Ротенфелс (1722 – 1761), съпругът на сестра му Мария Амалия; имат 17 деца
- Франц Ксавер (* 30 декември 1724; † 11 юли 1792), женен на 22 ноември 1750 г. за графиня Мария Сцидония Естерхази де Галанта (* 22 август 1730; † юни 1806); нямат деца
- Карл Алойз (* 14 октомври 1726; † 24 февруари 1796, Кьолн)
- Йозеф Антон (* 15 януари 1728; † 31 декември 1754)
- Мария Амалия (* 11 април 1729; † 8 юни 1795), омъжена на 2 октомври 1747 г. за граф Йозеф Лотар Франц фон Кьонигсег-Ротенфелс (* 7 юли 1722; † 7 март 1761); имат 10 деца; (брат на Мария Елеонора, съпругата на брат ѝ Херман Фридрих), внук на граф Албрехт Евзебий Франц фон Кьонигсег-Ротенфелс (1669 – 1736), син на граф Франц Хуго фон Кьонигсег-Ротенфелс (1698 – 1772) и графиня Мария Франциска фон Хоенцолерн-Зигмаринген/Хоенцолерн-Хайгерлох (1697 – 1767)
- Мария Йозефа (* 10 юли 1730; † 24 юли 1753), омъжена на 27 август 1752 г. за княз Франц Ксавер фон Монфор (* 3 ноември 1722; † 24 март 1780, Мариябрун)
- Мария Клара (* 11 февруари 1733; † 28 юни 1796, Валдзее), омъжена на 13 октомври 1752 г. за граф Гебхард Ксавер фон Валдбург (* 24 юни 1727 във Валдзее; † 26 февруари 1791 в Аугсбург)
- Александер Евзебиус Карл (* 17 септември 1734; † 30 януари 1807)
- Мария Терезия (* 30 януари 1736; † 31 януари 1776)
- Карл Майнрад Евзебиус Антон (* 1 ноември 1737, Констанц; † 14 май 1803, Арнсберг)
- Мария Цецилия (* 12 август 1739; † 7 февруари 1748)
- Ладислаус Емрих (* 6 март 1743; † 24 април 1743), близнак
- Мария Елизабет (* 6 март 1743; † 25 април 1743), близначка